# Dolnośląska Instytucja Pośrednicząca
Dolnośląska Instytucja Pośrednicząca (DIP) – samorządowa jednostka budżetowa województwa dolnośląskiego, która pełni funkcję Instytucji Pośredniczącej we wdrażaniu Regionalnych Programów Operacyjnych Unii Europejskiej. 
DIP została utworzoną uchwałą nr XVI/196/07 Sejmiku Województwa Dolnośląskiego z dnia 30 października 2007 roku.

## Zakres działalności
Do głównych zadań DIP należą:
- Przeprowadzenie naborów wniosków o dofinansowanie
- Weryfikacja techniczna, ocena formalna i merytoryczna wniosków
- Podpisywanie umów z beneficjentami
- Rozliczanie projektów
- Płatność dla beneficjentów
- Kontrola realizacji projektów
- Udzielanie informacji w zakresie procedury naboru, oceny i wyboru wniosków o dofinansowanie.